# Duelles
Duelles is een Frans-Belgische dramafilm uit 2018, geschreven en geregisseerd door Olivier Masset-Depasse, en losjes gebaseerd op de roman Derrière la haine van Barbara Abel uit 2012.

## Verhaal
Begin jaren 1960 wonen Alice (Veerle Baetens) en Céline (Anne Coesens), twee vriendinnen, in halfvrijstaande huizen in een rustige buitenwijk van Brussel en zijn ze beiden moeder van een kind. Op een dag verliest het zoontje van Céline, Maxime, het leven als hij uit de vensterbank van zijn kamer valt terwijl hij de kat probeert te vangen. Alice, die getuige is van de scène, heeft geen tijd om het kind te redden. Vanaf dat moment begint Céline paranoïde te worden.

## Rolverdeling
| Acteur           | Personage      |
| ---------------- | -------------- |
| Veerle Baetens   | Alice Brunelle |
| Anne Coesens     | Céline Geniot  |
| Mehdi Nebbou     | Simon Brunelle |
| Arieh Worthalter | Damien Geniot  |
| Jules Lefebvre   | Theo Brunelle  |
| Luan Adam        | Maxime Geniot  |

## Productie
De film werd in juni 2017 voornamelijk opgenomen in twee aangrenzende villa's in de wijk Cointe, op een heuvel met uitzicht op de stad Luik.

## Release en ontvangst
Duelles ging op 7 september 2018 in première op het Internationaal filmfestival van Toronto. De film won tijdens de 10e Magritte du cinéma-uitreiking negen Magrittes du cinéma, waaronder beste regisseur, beste film en beste actrice (Veerle Baetens).
De film kreeg overwegend positieve kritieken van de filmcritici, met een score van 73% op Rotten Tomatoes, gebaseerd op 11 beoordelingen.

## Prijzen en nominaties
De belangrijkste:
| Jaar | Prijs              | Categorie                   | Genomineerde(n)                                                  | Uitslag     |
| ---- | ------------------ | --------------------------- | ---------------------------------------------------------------- | ----------- |
| 2020 | Magritte du cinéma | Beste film                  | Beste film                                                       | Gewonnen    |
| 2020 | Magritte du cinéma | Beste regisseur             | Olivier Masset-Depasse                                           | Gewonnen    |
| 2020 | Magritte du cinéma | Beste actrice               | Veerle Baetens                                                   | Gewonnen    |
| 2020 | Magritte du cinéma | Beste actrice               | Anne Coesens                                                     | Genomineerd |
| 2020 | Magritte du cinéma | Beste acteur in een bijrol  | Arieh Worthalter                                                 | Gewonnen    |
| 2020 | Magritte du cinéma | Beste beeld                 | Hichame Alaouié                                                  | Gewonnen    |
| 2020 | Magritte du cinéma | Beste montage               | Damien Keyeux                                                    | Gewonnen    |
| 2020 | Magritte du cinéma | Beste filmmuziek            | Frédéric Vercheval                                               | Gewonnen    |
| 2020 | Magritte du cinéma | Beste scenario of bewerking | Olivier Masset-Depasse                                           | Gewonnen    |
| 2020 | Magritte du cinéma | Beste geluid                | Olivier Struye, Marc Bastien, Héléna Réveillère en Thomas Gauder | Gewonnen    |